# Qula
Qūla (in arabo قولة‎?) era un villaggio palestinese conquistato dalle forze ebraiche durante la Guerra arabo-israeliana del 1948-1949. La popolazione assommava all'epoca a 1 010 anime nel 1945.
Hasan Salama (? - 1948) e suo figlio Ali Hasan Salama (1943-1979) erano originari del villaggio.

## Storia

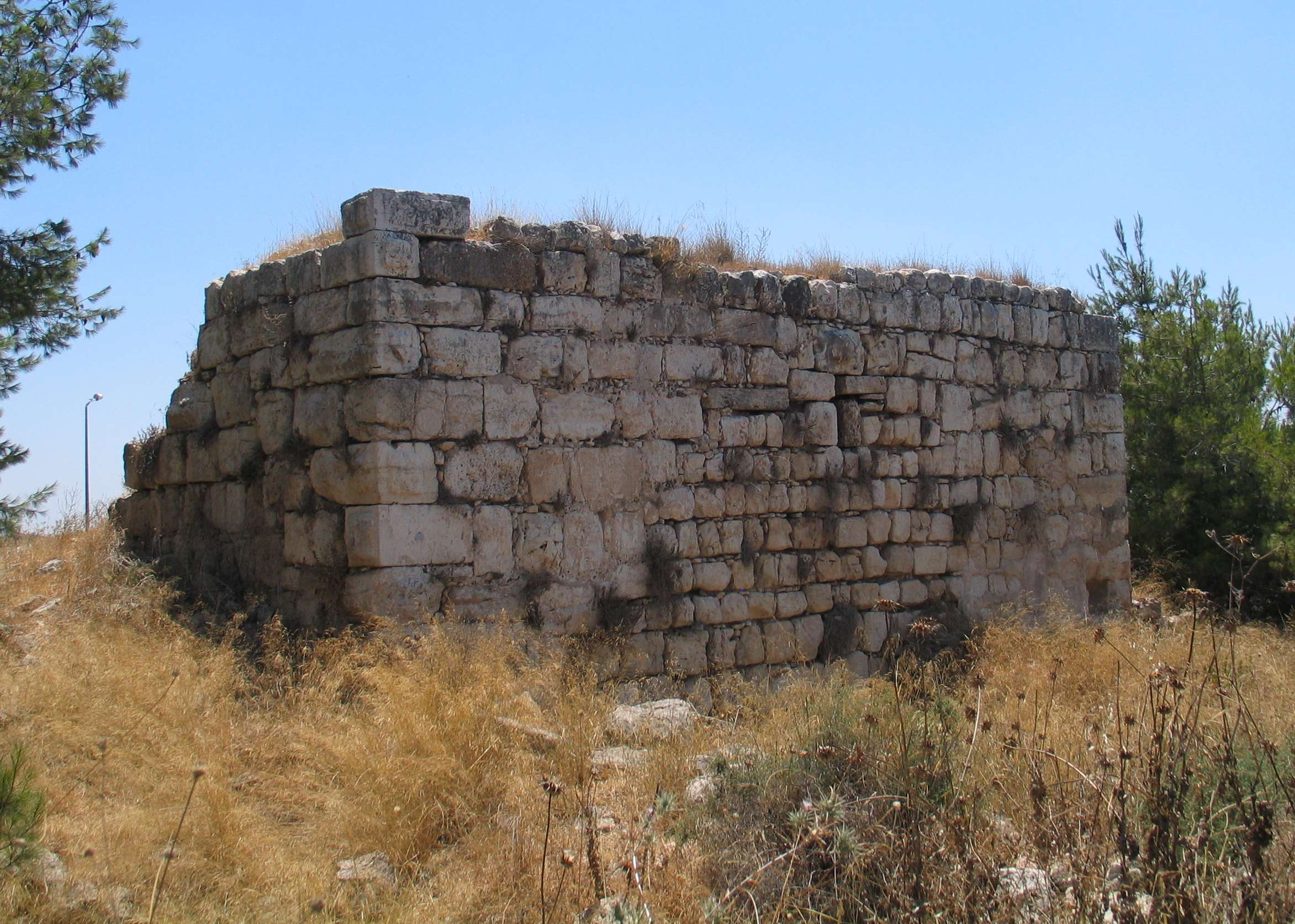
I resti della torre fortificata di Qūla.

Durante il XII secolo, gli Ospitalieri istituirono un loro centro nei dintorni del villaggio, comprendente una torre e una struttura fortificata.